# Буштедт Юрій Петрович
Ю́рій Петро́вич Буштедт (* 1929) — український науковець в царині енергії вибуху, кандидат технічних наук, винахідник, лауреат Премії Ради Міністрів СРСР.

## З життєпису
Народився 1929 року в селі Ядути (Борзнянський район). 1954 року закінчив Київський інститут кіноінженерів. Працював на заводах та в НДІ Києва за спеціальністю інженера-електрика.
1961 року перейшов на роботу до Інституту електрозварювання; став одним із перших організаторів нових технологічних напрямів по зварюванню пластмас та зварюванню вибухом. За його участі були здійснені перші успішні впровадження зварювання вибухом в промисловість як то:
- приварювання рейкових з'єднань
- з'єднання багатокомпонентних проводів контактної мережі залізниць та кабелів зв'язку.

Організував один з перших промислових ділянок зварювання вибухом для виробництва анодотримачів електролізерів алюмінію в місті Усольє-Сибірське.
Здійснив інженерне втілення оригінального проекту двох потужних — на 200 кг тротилового еквівалента — трубчастих вибухових камер під Києвом та в Дніпропетровську.
1968 року здобув ступінь кандидата технічних наук.
Лауреат Премії Ради Міністрів СРСР 1981 року.
У 1986—1987 роках брав участь у ліквідації наслідків аварії на ЧАЕС.
Провідний науковий співробітник, працює над проблемою створення приладів й пристроїв для зварювання живих тканин.
Є автором близько 100 патентів та наукових публікацій.
Серед робіт: «Застосування електричного зварювання в хірургії», 2008 (співавтори А. Г. Дубко, Н. А. Шелест, В. А. Васильченко, В. К. Лебедєв, О. В. Лебедєв, Д. В. Масалов, В. Я. Сазонов, Д. Ф. Сидоренко).
Серед патентів: «Камера для обробки металів вибухом» 2012 співавтори Бризгалін Андрій Генадійович, Хуго Грюневельд, Добрушин Леонід Давидович, Ілларіонов Сергій Юрійович, Патон Борис Євгенович, Попов Михайло Павлович, Фадєєнко Юрій Іванович, Шимановський Олександр Віталійович, Шльонський Павло Сергійович, Чорномиз Микола Дмитрович.

## Родина
- Батько — Буштедт Петро Петрович, дід — Буштедт Петро Андрійович.